# 顛坡土星介
顛坡土星介（学名：Ilyocypris salebrosa）为土星介科土星介屬下的一个种。